# 譚仲池
譚 仲池（たん ちゅうち、タン・ジョーントゥオ、1949年10月 - ）は、中華人民共和国の作家、官僚、政治家。

## 経歴
1949年10月、湖南省瀏陽県で生まれる。1968年04月から1973年3月、武漢空軍7491部隊文書、機械員、教員を歴任した。1978年8月、湖南省瀏陽県高坪公社文教党支部書記兼中学校長。1982年11月、中国共産党瀏陽県委員会は副主任を担当しています。1985年9月、中国共産党瀏陽県委員会宣伝部部長に就任。翌年8月、瀏陽県党委副書記に就任。1989年7月、瀏陽県副県長、県政府党組書記を兼務。1992年3月、同省長沙市に転任し、瀟湘映画製片場場長に就任。1995年4月、婁底地区行署副専員に転出。1997年3月、湖南省政府副秘書長に就任。翌年2月、長沙市党委副書記、副市長が担当しています。2000年1月、長沙市市長に昇格。2007年7月、湖南省文学芸術界連合会主席に当選しました。翌年1月には中国人民政治協商会議湖南省委員会副主席を兼務する。